# Philodendron remifolium
Philodendron remifolium är en kallaväxtart som beskrevs av Richard Evans Schultes. Philodendron remifolium ingår i släktet Philodendron och familjen kallaväxter.

## Underarter
Arten delas in i följande underarter:
- P. r. remifolium
- P. r. sabulosum